# Villers-le-Sec (Aisne)
Villers-le-Sec é uma comuna francesa na região administrativa de Altos da França, no departamento de Aisne. Estende-se por uma área de 10,57 km². Em 2010 a comuna tinha 268 habitantes (densidade: 25,4 hab./km²).